# در مسافرخانه اتفاق افتاد
در مسافرخانه اتفاق افتاد (به انگلیسی: It Happened at the Inn) یا گوپی سرخ‌دست (به فرانسوی: Goupi mains rouges) فیلمی معمایی به کارگردانی ژاک بکر است که در سال ۱۹۴۳ منتشر شد. از بازیگران آن می‌توان به فرنان لودو، لوئی سنیه، و رابرت لو ویگان اشاره کرد.

## بازیگران
- فرنان لودو در نقش سرخ‌دست
- رابرت لو ویگان در نقش تونکن
- ژرژ رولن در نقش مسیو
- بلانشت برونوا در نقش موگه
- آرتور دور در نقش مسو
- موریس شولیتز در نقش آمپرور
- لین نورو در نقش ماری
- آلبر رمی